# 維新の里 萩城下町マラソン
維新の里 萩城下町マラソン（いしんのさと はぎじょうかまちマラソン）は、山口県萩市で毎年12月の第2日曜日に実施される市民マラソン大会。2000年に第1回を開催した。

## 要項・その他
- 前日はゲストランナーを迎えて、選手の講演会や前夜祭を行う。
- 全国から3000人近い人が参加するが主に山口県の萩、長門、美祢、山口や島根県の益田や津和野が中心。
- 第6回目となる2005年は「合併記念 第6回萩城下町マラソン」として開催。
  - 市町村合併により、一部の町を除く阿武郡と合併した年であるため。
- 第10回目となる2009年は「吉田松陰先生150年祭 第10回萩城下町マラソン」として開催。
  - 「吉田松陰先生」の冠に関してだが、1859年の安政の大獄により、この年松陰が江戸の伝馬町牢屋敷に送られ、のちに処刑となった年であるためである。詳しくはそれらの項を参照のこと。
- 第21回目となる2020年は「コロナに負けるな がんばろう萩! 城下町マラソン」として12月13日に開催を予定していたが、同年7月の段階で山口県内でもコロナ罹患者が確認され出したことを踏まえで中止したうえで代替大会を予定していたが、その後も県内・隣県での罹患者の増加と、安全面から中止することを決めた[1]。
  - コースに関してもハーフの部と、「コロナゼロ」の願いから制定された5670mの部としていた。

## コース
萩ウェルネスパークをスタート・ゴールとするコースで行われる。
- ハーフマラソン
  - 第7回大会まで：ウェルネスパークをスタートし、阿武川や橋本川のそばを走り、松本川へ。東萩駅前を通過し、浜崎や菊ヶ浜を通って、萩城跡（指月公園）を折り返す21.0975kmのコース。ゴールは、萩スタジアム。
  - 第8回大会から：ウェルネスパークをスタートし、阿武川や橋本川のそばを走り、松本川へ。東萩駅前を通過し、浜崎から中の唐樋町などの城下町を抜けて、萩城跡（指月公園）、その後は玉江や萩駅前を通過。椿町のところからは椿大橋阿武川に沿って戻るコース。ゴールは、萩スタジアム。
- 10kmコース：ウェルネスパークをスタートし、ハーフマラソンコースを中津江橋のやや先で折り返すコース。ゴールは、萩スタジアム。
- 5kmコース：ウェルネスパークをスタートし、ハーフマラソンコースを松本川・橋本川分流付近で折り返すコース。ゴールは、萩スタジアム。
- 2kmコース・ファミリー：ウェルネスパーク内を走行するコース。多目的グラウンドをスタートして萩スタジアム周辺を回っていく。

## ゲストランナー
- 第1・2回大会 - 浅利純子
- 第3回大会 - 谷口浩美
- 第4回大会 - 清水康次
- 第5回大会 - 市川良子
- 第6回大会 - 国近友昭（エスビー食品所属）
- 第7回大会 - 山口衛里
- 第8回大会 - 高岡寿成（カネボウ所属）
- 第9回大会 - 大崎悟史（NTT西日本 関西所属）
- 第10回大会 - マーラ・ヤマウチ（セカンドウィンドAC所属）、川嶋伸次（旭化成所属）

## テレビ・ラジオ放送
山口朝日放送と、中国・北九州地区のANN系列局で放送される。ただし、年々放送局は減ってきている。FM NANAKOの放送は生中継。ANN各局の放送は録画放送。
| 放送対象地域 | 放送局             | 放送日・放送時間             |
| ------------ | ------------------ | ---------------------------- |
| 萩市         | FM NANAKO          | マラソン当日 9:00 - 13:00頃  |
| 山口県       | 山口朝日放送 (yab) | 12月23日日曜日 12:00 - 12:55 |
| 大分県       | 大分朝日放送 (OAB) | 12月28日金曜日 10:30 - 11:25 |
| 福岡県       | 九州朝日放送 (KBC) | 12月29日土曜日 3:15 - 4:10   |
| 全国         | スカイ・A sports+  | 2月4日月曜日 13:00 - 13:55   |

| 放送対象地域 | 放送局                  | 放送日・放送時間            |
| ------------ | ----------------------- | --------------------------- |
| 萩市         | FM NANAKO               | マラソン当日 9:00 - 13:00頃 |
| 山口県       | 山口朝日放送 (yab)      | 12月23日 14:00 - 14:55      |
| 福岡県       | 九州朝日放送 (KBC)      | 12月29日 3:55 - 4:50        |
| 広島県       | 広島ホームテレビ (HOME) | 1月23日 4:25 - 5:20         |